# North American YF-93
North American YF-93 byl jednomístný jednomotorový proudový doprovodný a průnikový stíhací letoun vyvíjený americkým výrobcem North American Aviation. Poprvé vzlétl roku 1950. Celkem byly postaveny dva prototypy. Objednaná sériová výroba byla později zrušena. Prototypy dosloužily ve výzkumnému středisku NACA Ames Research Center.

## Historie

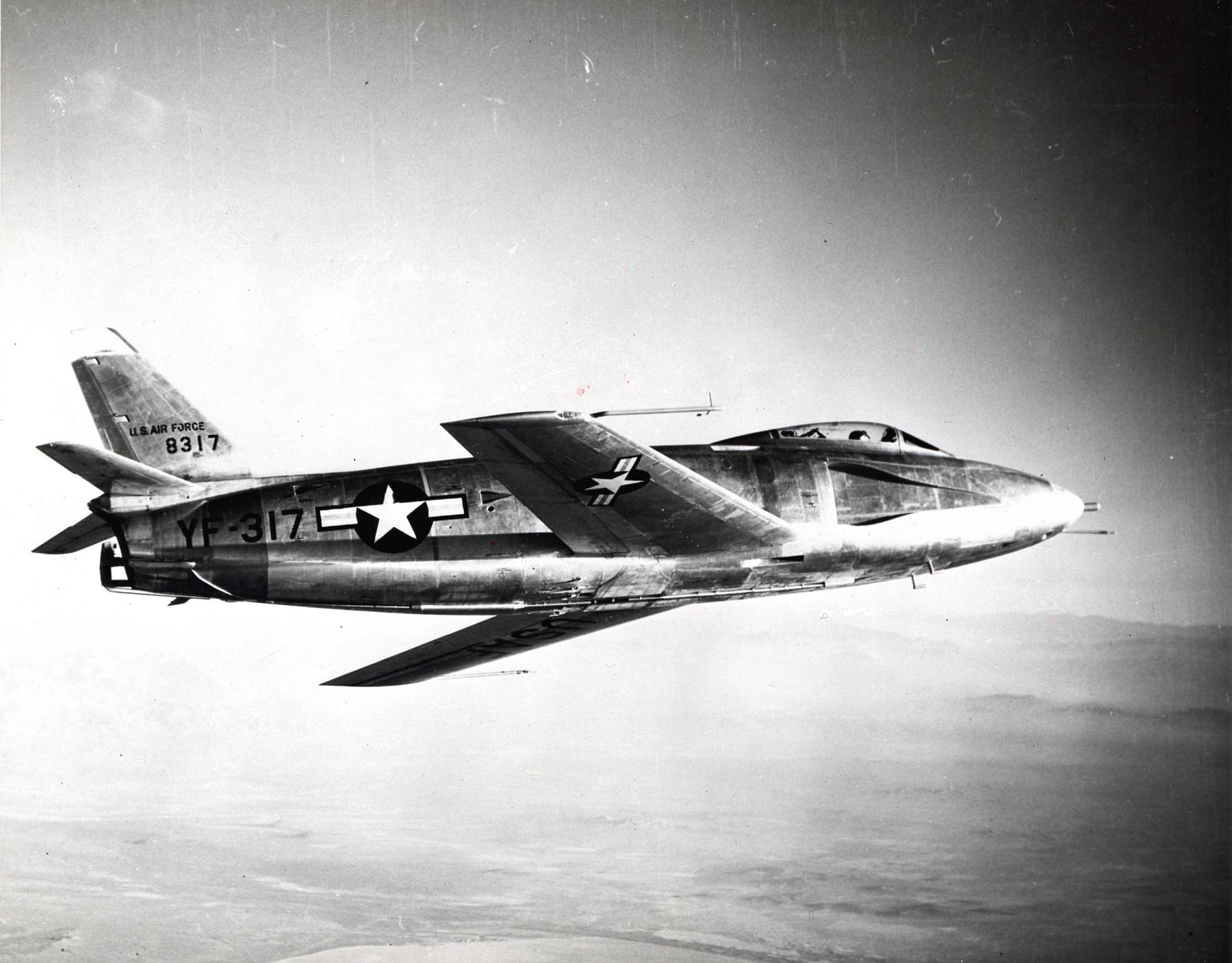
První prototyp YF-93A za letu

Roku 1947 americké letectvo objednalo vývoj doprovodného a průnikového stíhacího letounu F-86C, který měl být upravenou verzí úspěšného typu F-86A Sabre. Ze stejné výzvy vzešly rovněž typy Lockheed XF-90 a McDonnell XF-88 Voodoo. Tovární označení letounu North American bylo NA-157. Změn bylo nakonec tolik, že vznikl úplně nový letoun, kterému bylo přiděleno označení YF-93A. Z F-86A bylo převzato křídlo, ocasní plochy a přední podvozková noha. Zcela nový byl trup, ve kterém muselo být dost místa pro objemné palivové nádrže a radar, který ale letoun nikdy nenesl.
Už v červnu 1948 americké letectvo objednalo 118 sériových letounů F-93A, ale na začátku 1949 zakázku opět zrušilo. Nový strategický bombardér Boeing B-47 Stratojet měl natolik dobré výkony, že potřeba doprovodných stíhačů poklesla, takže letectvo v době rozpočtových škrtů před F-93A upřednostnilo jiné projekty. Počítalo se však s dokončením a testováním prototypů všech tří konstrukcí (XF-88 vzlétl v roce 1948, XF-90 v roce 1949 a YF-93 v roce 1950).
Postaveny byly dva prototypy YF-93A (sériové číslo 48-317 a 48-318). První prototyp poprvé vzlétl 24. ledna 1950 z Edwardsovy letecké základny. Pilotoval jej George Welch. V průběhu roku 1950 oba prototypy převzalo NACA a testovalo na nich různé druhy vstupních otvorů a systémy přídavného spalování. V létě 1950 proběhlo testování všech tří konkurenčních typů (XF-88, XF-90 a YF-93) příslušníky amerického letectva. Dne 11. září 1950 byl vítězem programu prohlášen McDonell XF-88, s jeho výrobou se ale nepočítalo. Stal se však základem úspěšného McDonnell F-101 Voodoo.

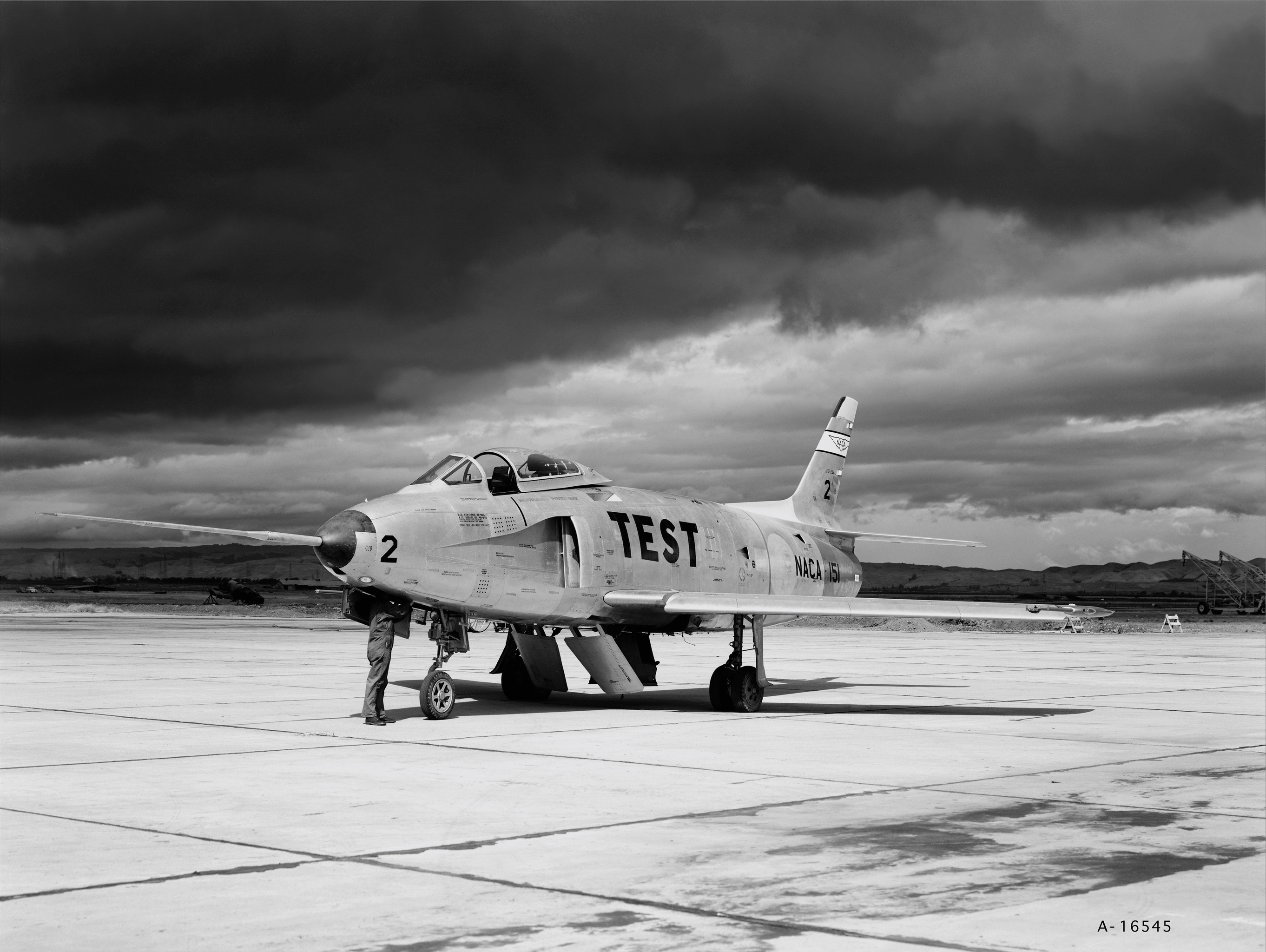
North American YF-93A

Po zrušení programu byly oba prototypy YF-93A předány výzkumnému středisku NACA Ames Research Center v Kalifornii. Prototyp 48-317 byl označen NACA 139 a prototyp 48-318 byl označen NACA 151. Mimo jiné sloužily jako doprovodné letouny v programech McDonnell F-101 Voodoo a Convair F-106 Delta Dart. Po vyřazení byly oba prototypy sešrotovány.

## Konstrukce
Byl to jednomotorový dolnoplošník s šípovým křídlem. Měl zatahovací příďový podvozek. Hlavní podvozkové nohy měly zdvojená kola. Letoun poháněl proudový motor Pratt & Whitney J48-P-1 s tahem 26,7 kN a s přídavným spalováním 35,5 kN. Aby stroj mohl nést vyhledávací radar SCR-720 (nakonec jej nedostal), byly vstupy vzduchu do motoru přesunuty na bok trupu. Plánovanou výzbroj tvořilo šest 20mm kanónů se zásobou 225 nábojů na hlaveň.

## Specifikace (YF-93A)

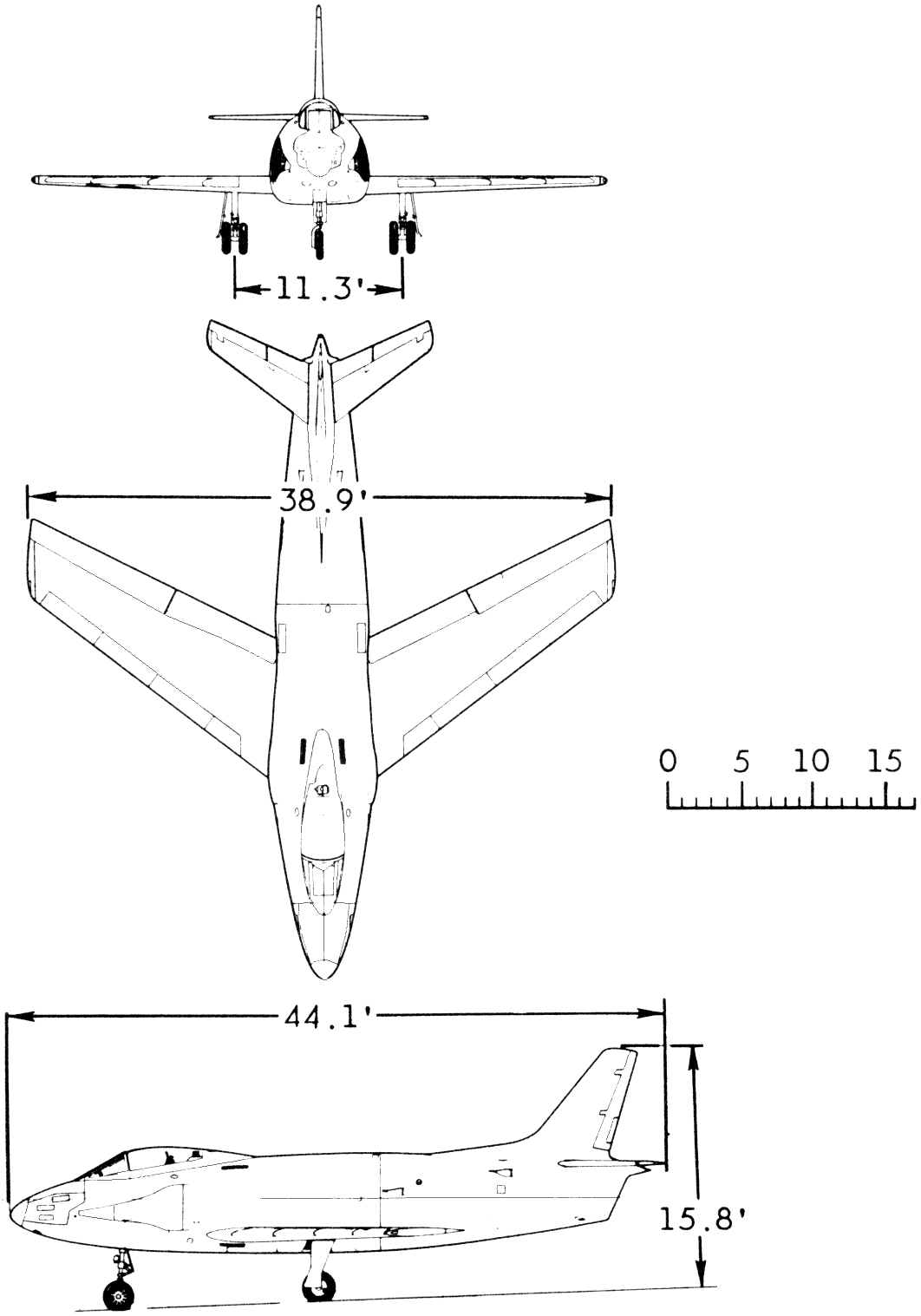
Třípohledový nákres YF-93

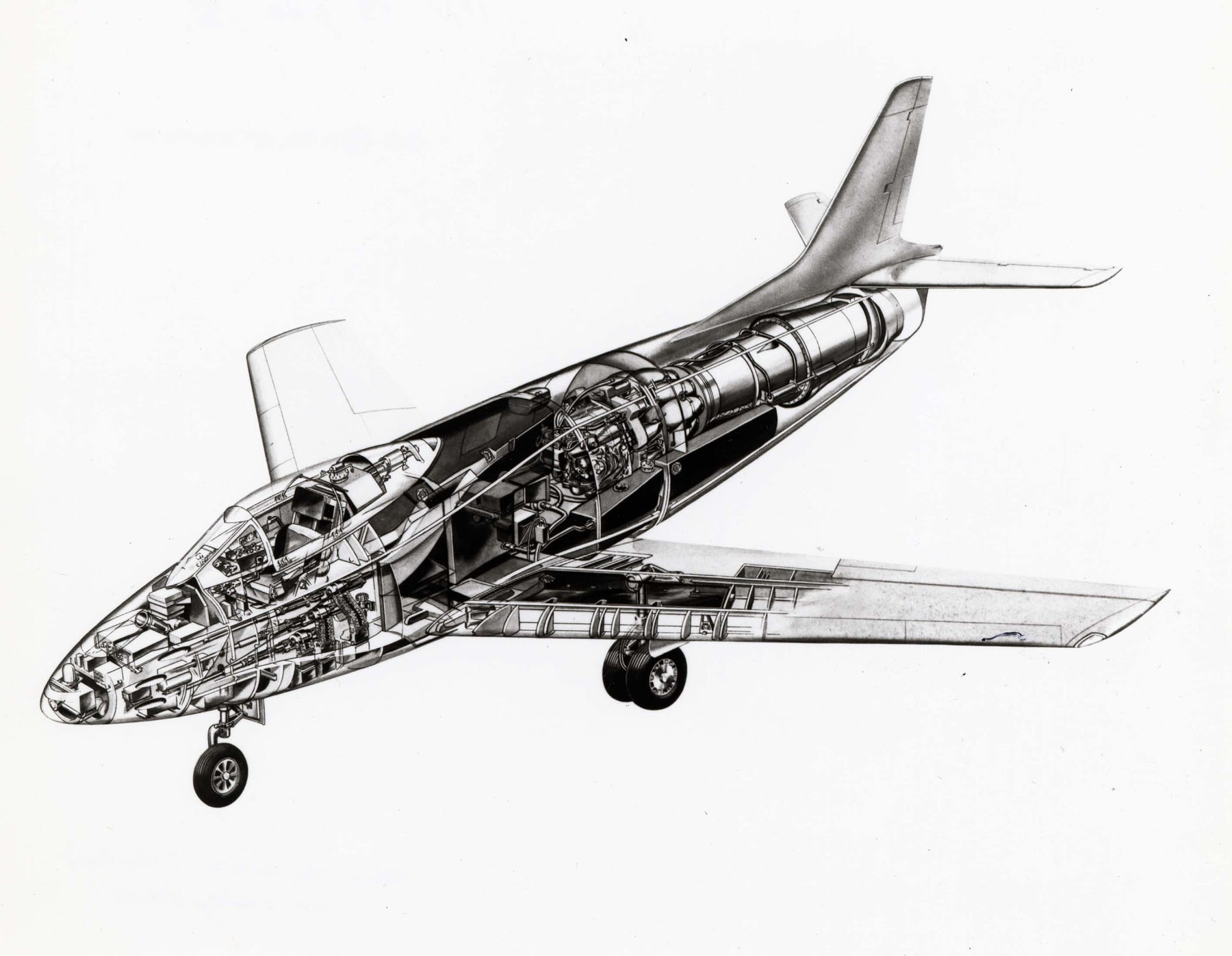
Řez YF-93

### Technické údaje
Citováno dle
- Osádka: 1
- Rozpětí: 11,86 m
- Délka: 13,43 m
- Výška: 4,77 m
- Nosná plocha: 28,43 m2
- Hmotnost prázdného letounu: 6366 kg
- Maximální vzletová hmotnost: 9802 kg
- Pohonná jednotka: 1× proudový motor Pratt & Whitney J48-P-1
- Tah pohonné jednotky: 26,7 kN (35,5 kN s přídavným spalováním)

### Výkony
- Maximální rychlost: 1139 km/h (u země)
- Dostup: 14 270 m[2]
- Dolet: 3165 km
- Počáteční stoupavost: 60,5 m/s[2]